# Conspiracy of One
Conspiracy of One е шестият студиен албум на американската пънк рок група Офспринг, издаден на 14 ноември 2000 г. от Columbia Рекърдс.

## Песни
1. Intro 0:06
2. Come Out Swinging 2:47
3. Original Prankster 3:42
4. Want You Bad 3:23
5. Million Miles Away 3:40
6. Dammit, I Changed Again 2:49
7. Living In Chaos 3:28
8. Special Delivery 3:00
9. One Fine Day 2:45
10. All Along 1:39
11. Denial, Revisited 4:33
12. Vultures 3:35
13. Conspiracy of One 2:17
14. Huck It 2:38
15. The Kids Aren't Alright (Live) 3:03
16. 80 Times (T.S.O.L. Кавър) 2:07
17. Staring At The Sun (Live) 2:28
18. All I Want (Live) 2:08

## Офспринг членове
- Декстър Холанд – Вокалист И Ритъм Китара
- Нуудълс – Китара
- Грег Кризъл – Бас Китара
- Рон Уелти – Барабани